# Музаффар аль-Асфизари
Абу́ Хати́м аль-Музаффа́р ибн Исмаи́л аль-Асфизари́ (начало XII в.) — математик и механик государства Сельджуков, ученик Омара Хайяма. На него, как на своего предшественника в механике, указывает другой ученик Хайяма — аль-Хазини.
Составил трактаты «Введение в измерение», «Краткое о „Началах“ Евклида» (комментарий к XIV книге, написанной Гипсиклом), «Книга механики» (обработка сочинения братьев Бану Муса), «Руководство обладающих знанием по искусству весов», «О центрах тяжести и изготовлении весов», «Об изготовлении составных частей весов мудрости».